# Andinobates

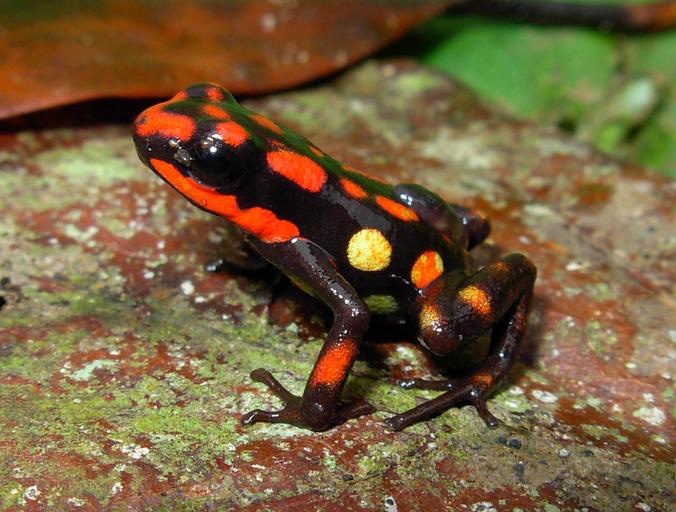
Andinobates dorisswansonae

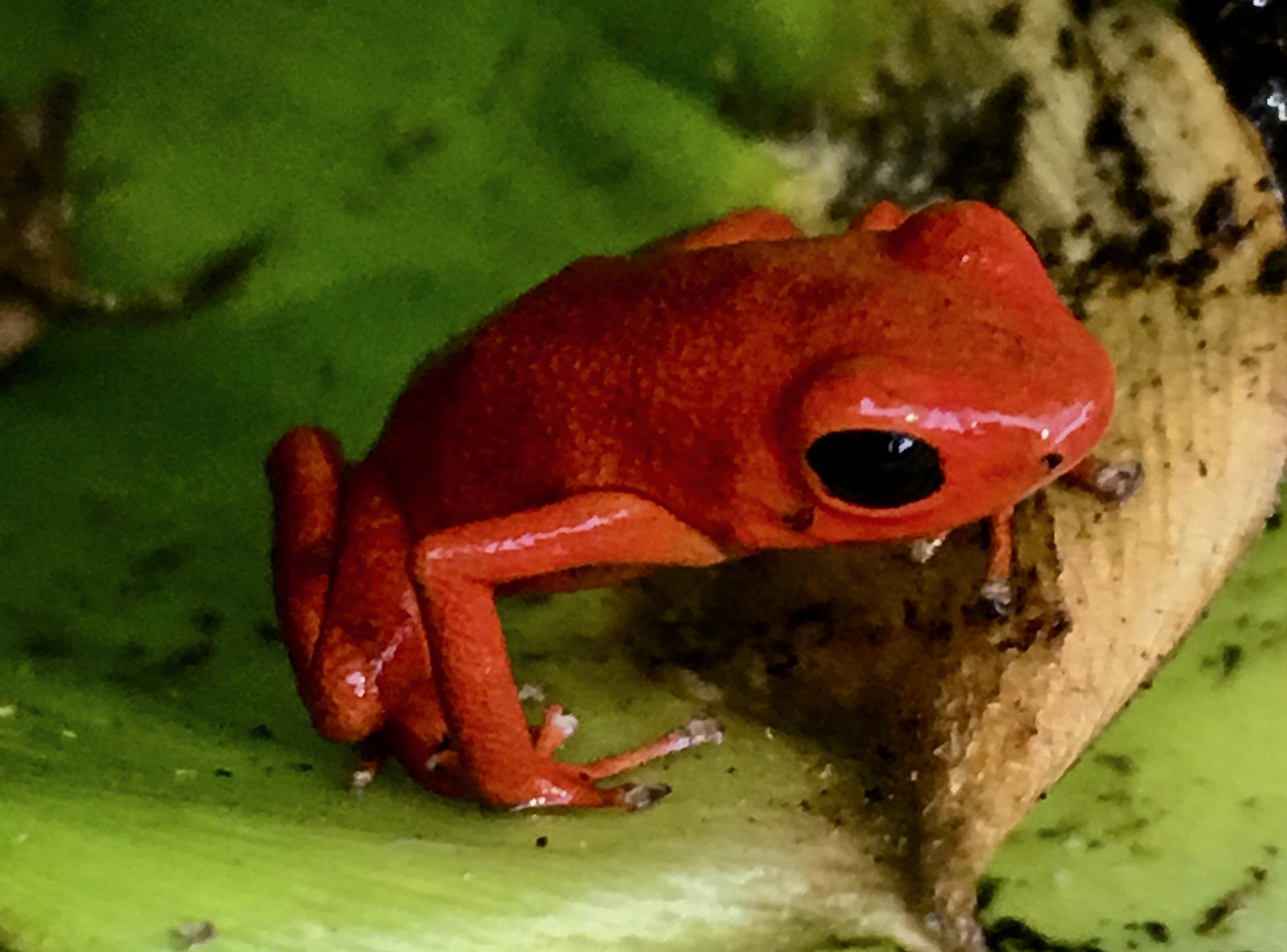
Andinobates victimatus

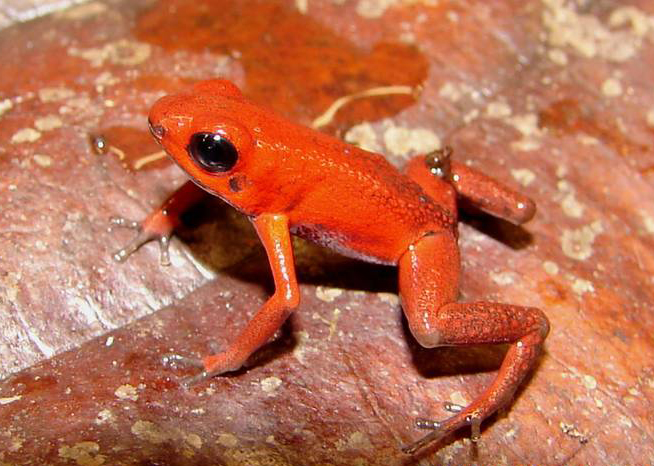
Andinobates opisthomelas

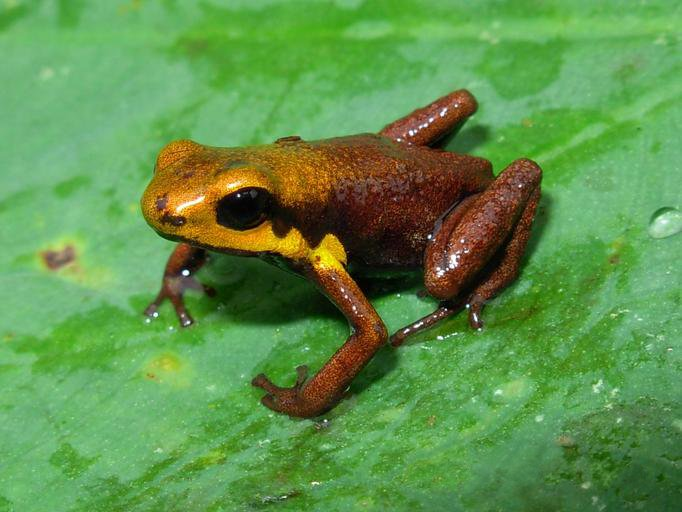
Andinobates tolimensis

Die Gattung Andinobates gehört zur Familie der Baumsteigerfrösche in Südamerika, die oft auch als Pfeilgiftfrösche bezeichnet werden. Die im Jahr 2011 von Twomey, Brown et al. eingerichtete Gattung umfasste ursprünglich 12 Arten aus der Gattung Ranitomeya, die sich durch gemeinsame morphologische Merkmale und ihre geographische Verbreitung von den anderen Arten dieser Gattung unterschieden.

## Merkmale
Molekulargenetische Untersuchungen erhärteten die Hypothese, dass es sich dabei um eine eigene monophyletische Gruppe handelt. Ein spezielles anatomisches Merkmal der Andinobates-Arten sind zwei miteinander verschmolzene Wirbel. Die netzartige Zeichnung an den Beinen der meisten Arten der Gattung Ranitomeya fehlt bei Andinobates völlig. Hingegen haben die meisten Arten eine auch für Ranitomeya charakteristische Längsstreifung. Nur Andinobates geminisae hat eine einheitliche orange Färbung und Andinobates victimatus hat eine einheitlich scharlachrote Rückenfärbung mit dunkleren bis schwarzen Flecken auf der Bauchseite.
Die meisten Arten haben eine durchschnittliche Kopf-Rumpf-Länge von weniger als 2 Zentimetern.

## Verbreitungsgebiet
Das Verbreitungsgebiet von Andinobates reicht von den Hängen der Anden im nördlichen Ecuador und in Kolumbien über das Departamento del Chocó bis nach Mittelamerika (Panama). Die Gattung Ranitomeya ist hingegen nur im Amazonasbecken zu finden.

## Systematik und Taxonomie
Die Typusart der Gattung Andinobates ist Andinobates bombetes (Synonym: Dendrobates bombetes Myers & Daly, 1980).

### Arten
Bei ihrer Ausgliederung im Jahr 2011 umfasste die Gattung zwölf Arten, 2021 waren es 16 Arten:
Stand: 15. November 2021
- Andinobates abditus (Myers & Daly, 1976)
- Andinobates altobueyensis (Silverstone, 1975)
- Andinobates bombetes (Myers & Daly, 1980)
- Andinobates claudiae (Jungfer et al., 2000)
- Andinobates daleswansoni (Rueda-Almonacid et al., 2006)
- Andinobates dorisswansonae (Rueda-Almonacid et al., 2006)
- Andinobates fulguritus (Silverstone, 1975)
- Andinobates minutus (Shreve, 1935)
- Andinobates opisthomelas (Boulenger, 1899)
- Andinobates tolimensis (Bernal et al., 2007)
- Andinobates viridis (Myers & Daly, 1976)
- Andinobates virolinensis (Ruiz-Carranza & Ramirez-Pinilla, 1992)

Ab dem Jahr 2013 wurden folgende weitere Art beschrieben:
- Andinobates cassidyhornae  Amézquita, Márquez, Mejía-Vargas, Kahn, Suárez & Mazariegos, 2013[4]
- Andinobates geminisae Batista, Jaramillo, Ponce & Crawford, 2014[5]
- Andinobates supata Chaves-Portilla, Salazar, Gil, Gil-Acero, Dorado-Correa, Márquez, Rueda-Almonacid & Amézquita, 2021[6]
- Andinobates victimatus Márquez, Mejía-Vargas, Palacios-Rodríguez, Ramírez-Castañeda & Amézquita, 2017[1]